# Arthur Meerwaldt

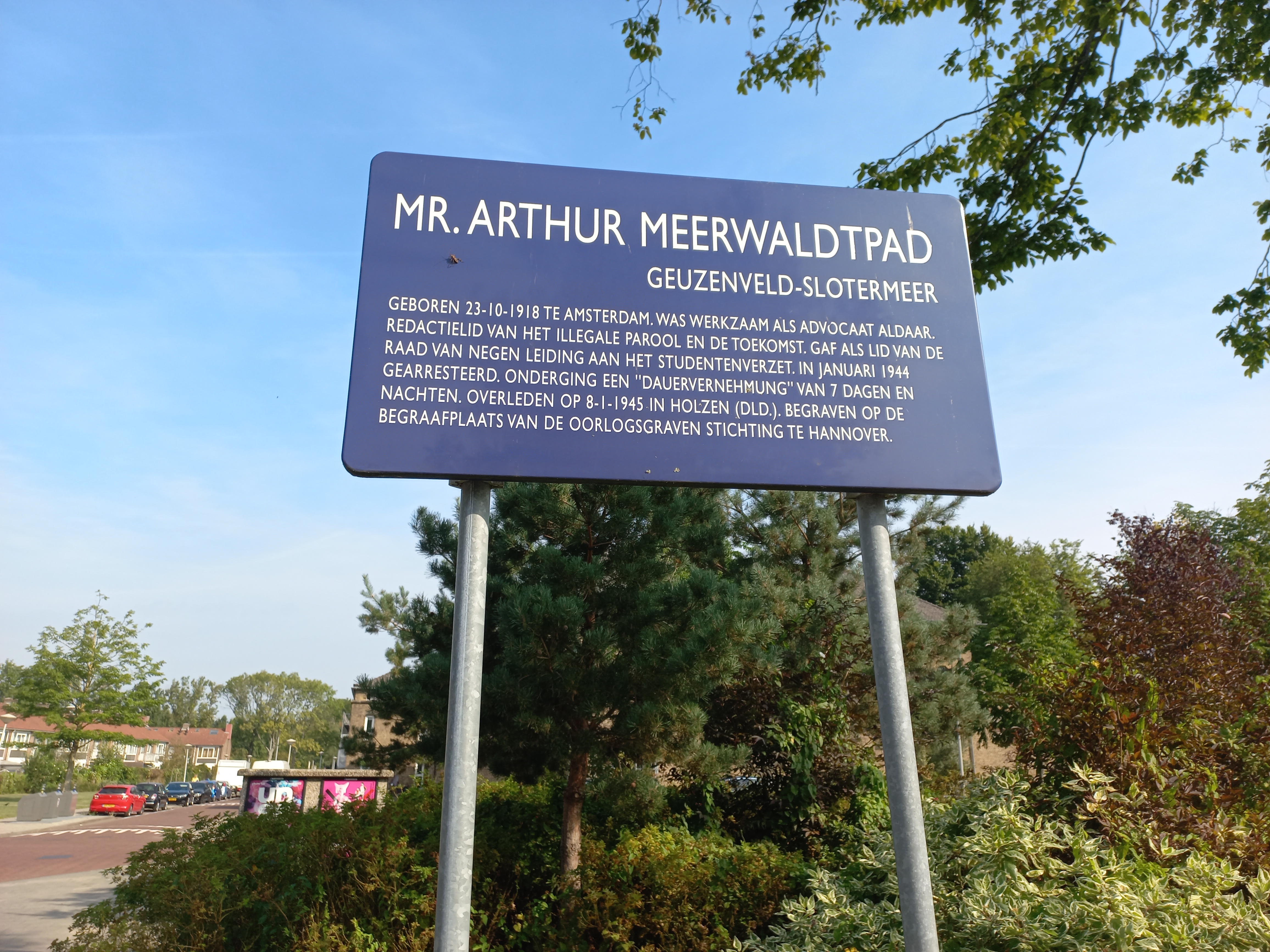
Straatnaambord Amsterdam Nieuw-West (september 2022)

Arthur Meerwaldt (Amsterdam, 23 oktober 1918 - Escherhausen, 8 januari 1945) was een Nederlandse advocaat, griffier en journalist-verzetsstrijder in de Tweede Wereldoorlog.
Hij was hoofdbeklaagde in het Tweede Parool-proces (juli/augustus 1944), waarin hij tot vijftien jaar tuchthuisstraf werd veroordeeld nadat de doodstraf was geëist. Hij ontving postuum Het Verzetskruis 1940-1945, op de Militaire Willems-Orde na de hoogste Nederlandse onderscheiding voor personen die tijdens de Tweede Wereldoorlog actief waren in het verzet.

## Levensloop
Meerwaldt was zoon van Willem Meerwaldt (1885-1930) – directeur van De Curaçaose Handelsmaatschappij (Curacao Trading Company; CETECO) – en Alice Bourquin (1889-1972), dochter van een Zwitser die leraar Frans werd aan het Amsterdamse Barlaeus Gymnasium en de MO-opleiding voor die taal ontwikkelde. Zijn oom Jan Meerwaldt was een vooraanstaand classicus en eveneens leraar op het Barlaeus Gymnasium.
Omdat hij als kind vaak viel kreeg hij de bijnaam Boems. Vrienden prezen zijn intellect, humor en inspirerende persoonlijkheid. Hijzelf dacht dat zijn enigszins zorgeloze en lichtvaardige aard bijdroegen aan zijn latere arrestatie. Na zijn eindexamen aan het Barlaeus Gymnasium in 1937 studeerde hij rechten in Amsterdam en Utrecht, waarnaartoe hij overstapte en in 1942 afstudeerde omdat hij de Amsterdamse hoogleraren te slap vond in hun opstelling tegenover de bezetter. Na zijn studie werd hij advocaat en griffier bij de Amsterdamse rechtbank. Hij publiceerde o.a. in de verzetsbladen De Toekomst, De Geus en Het Parool, waarvan hij hoofdverspreider werd in Amsterdam. Bij hem thuis werden redactievergaderingen gehouden.
Al voor de oorlog besefte Meerwaldt dat er naast de traditionele studentenverenigingen - mede vanuit het beperkte politieke engagement dat daar leefde - een platform moest komen om het studentenverzet tegen het nationaalsocialisme te organiseren. In maart 1942 nam hij deel aan de oprichting van de Raad van Negen, die het landelijke studentenverzet coördineerde en waarin hij Amsterdam vertegenwoordigde. Tevens onderhield hij connecties met het Nationaal Comité van Verzet. In De Geus van 17 (of volgens andere bronnen 7) december 1943 werd zijn plan gepubliceerd waar de ASVA (Algemene Studenten Vereniging Amsterdam) uit zou voortkomen.
Een brand in het centrale pakhuis van Het Parool in december 1943 was de directe aanleiding voor de komende arrestatiegolf in Parool-kringen. Informatie over wat in het pakhuis lag opgeslagen is mogelijk via de brandweer bij de politie beland, want op de eerste werkdag na de brand werden enkele Parool-medewerkers bij binnenkomst direct gearresteerd door aanwezige agenten. Een van de arrestanten was Jan Stallinga, die belangrijke logistieke functies bij de krant vervulde en daarom veel medewerkers kende. Tijdens verhoren sloeg hij door en gaf hij veel namen en adressen prijs. 's Avonds 21 januari 1944 vond een grote razzia op Parool-medewerkers plaats, waarbij ook Meerwaldt werd gearresteerd. Bij een van zijn eerste verhoren slikte hij een briefje in en ontstond een handgemeen. In verdere verhoren werd o.a. gedreigd met arrestatie van zijn moeder en zusters. In het "Oranjehotel", waar hij van 21 februari tot 1 mei 1944 vastzat, onderging hij een zogenoemde Dauervernehmung. Hij bleef weigeren namen te noemen van personen die in gevaar waren.
In juli en augustus 1944 vond te Utrecht voor het Obergericht het tweede Parool-proces plaats. Tijdens het proces zei Meerwaldt niet anti-Duits te zijn, maar wel anti-nationaalsocialistisch. Meerwaldt werd door de president van het hof de meest intelligente en de belangrijkste activist genoemd. Omdat bij hem thuis springstof was gevonden werd aanvankelijk de doodstraf tegen hem geëist. Hij en Jan Bakker, een hoofdverspreider die na de brand samen met Stallinga werd gearresteerd, kregen de zwaarste straffen van respectievelijk 15 en 12 jaar tuchthuis in Duitsland. Samen met W. Eggink, C.K. van Dijk en Van der Meulen arriveerden zij in september in het tuchthuis van Hamelen, voor tewerkstelling in een Aussenkommando met ongeveer 280 gevangenen uit voornamelijk Frankrijk en de Benelux bij een steengroeve te Escherhausen, gelegen bij Holzminden.
Meerwaldt kreeg in december longontsteking maar moest doorwerken en overleed begin januari 1945 op 26-jarige leeftijd. Op 1 april 1945 overleed Eggink aan ziekte en ondervoeding. Van Dijk en Van der Meulen werden op 7 mei 1945 bevrijd uit het tuchthuis in Hamelen. Jan Bakker, die vanuit het kamp op transport was gesteld, keerde na bevrijding door de Russen in de zomer van 1945 terug in Nederland. Daar informeerde hij de familie van Meerwaldt over diens lot. Zijn zwager H.J. Kruisinga, die na de bevrijding diende bij het Britse bezettingsleger in Duitsland, droeg zorg voor zijn herbegrafenis op de Nederlandse erebegraafplaats in Hannover.

## Onderscheidingen
Bij Koninklijk Besluit van 7 mei 1946, nr. 17, werd hem postuum het Verzetskruis toegekend. Zijn naam staat vermeld op de Erelijst van Gevallenen 1940-1945.
Amsterdam kent sinds 1952 een officieel Arthur Meerwaldtpad en vanaf later een officieus (Arthur) Meerwaldtplantsoen in een wijk waar straten en pleinen vernoemd zijn naar mensen uit het verzet.  
H.J. van Aalderen
· P. van As
· M. Assies
· J.J. Barendsen
· J.A. Beekman
· H.D.J. Beernink
· L.R. Beijnen
· C.J. van den Berg-van der Vlis
· L.A. Bleys
· G. de Boer
· A.A. Bontekoe
· E.J. Bosch ridder van Rosenthal
· D.A. van den Bosch
· I.J. van den Bosch
· J.H. Bosch
· J.C.J. baron Brantsen
· A.L. Charroin
· F.G.M. Conijn
· M. Crans
· R.J. Dam
· F. Datema
· K.H. Derkzen van Angeren
· H. Dienske
· J.L.G. Doornik
· V. Dreyfus
· N. Dupont
· F. Duwaer
· S. Esmeijer
· G.H. Gelder
· J. Gelderman
· W.J. Gertenbach
· E.A. Giran
· O. Giran
· C.H. de Groot
· P.G.S. Guermonprez
· A. Hahn
· W. van Hall
· J.C.H.F. van Hanxleden Houwert
· Th.W.L. baron van Heemstra
· J.J. Hendrikx
· J.L. Hesselberg
· W.J. Heukels
· I. van der Horst
· J. ter Horst
· H.P. Hos
· J.F.H.M. baron van Hövell van Wezeveld en Westerflier
· B. IJzerdraat
· L. Jansen
· A. Kalter
· G.W. Kastein
· A. Keuter
· T.J. Kroeze
· D.M.R.H. Kroon
· H.Th. Kuipers-Rietberg
· A. Meerwaldt
· J.A.A. Mekel
· J.D. van Melle
· D.C.B. Mesritz
· M.-L.C. Meunier
· J.J. Mohr
· J.L. Moonen
· A.C. Nagtegaal
· F. Nieuwenhuijsen
· B. Oosthoek
· J. Oranje
· T. Pannekoek
· J. Post
· A.J. Rozeman
· V.H. Rutgers
· F.R. Ruys
· W. Santema
· J.J. Schaft
· Jhr. J. Schimmelpenninck
· R.L.A. Schoemaker
· G. Schoonman
· W.P. Speelman
· M. van der Stoep
· B.M. Telders
· A.O.H. Tellegen
· O.R. Thomsen
· G. Tieman
· T.W. de Tourton Bruijns
· L.M. Valstar
· G.J. van der Veen
· D. Verloop
· M.A.E. Verspyck
· P.M.R. Versteegh
· C. Vlot
· G. Weidner
· J.H. Westerveld
· H.B. Wiardi Beckman
· J.W. Wildschut
· J.R.E. Wüthrich
· L. Zwanenburg
· Onbekende Joodse soldaat